# Johnny Kenton
Johnny Kenton (geboren um 1980 in Großbritannien) ist ein britischer Filmregisseur, Drehbuchautor und Filmproduzent.

## Leben
Kenton wuchs in den Schottischen Highlands auf. Schon während der Schulzeit und des Studiums an der Newcastle University drehte er Musikvideos und Kurzfilme, die auf Festivals in Raindance, Clermont-Ferrand, Venedig und auf dem London Short Film Festival gezeigt wurden. Außerdem sammelte er Erfahrungen am Theater und inszenierte zwei Shows in Edinburgh.
2012 drehte er mit Anthony Head den Low-Budget-Kurzfilm Hereafter.
Der Film wurde auf dem New York Television Festival mit dem Jurypreis als bester Film ausgezeichnet. Er wurde mit einem minimalen, aus Kentons eigenen Mitteln und durch Fundraising finanzierten Budget von 4000 £ produziert. Lydia Wilson, Rob Ostlere und Taron Egerton gehörten ebenfalls zum Cast.
Ein David-Lean-Stipendium ermöglichte ihm dann ein Studium an der National Film and Television School, das er 2016 mit dem Film Dead Birds, eine Schwarze Komödie über eine Mutter-Tochter-Beziehung mit Shannon Tarbet und Tara Fitzgerald in den Hauptrollen, erfolgreich beendete. Dead Birds gewann den Audience Award und den Student Jury Award auf dem Filmfestival in Poitiers und war 2018 Finalist der Student Academy Awards.
Kenton ist Regisseur von Pylon, Folge 1/Staffel 6 der Serie Der junge Inspektor Morse, die am 10. Februar 2019 erstmals ausgestrahlt wurde.

## Preise und Auszeichnungen
- 2016: Pia Pressure award for emerging talent[5]
- 2019: BAFTA Awards, Scotland (Nominierung), best director,  für Der junge Inspektor Morse, Folge 1/Staffel Staffel 6